# Croix du cimetière de Barfleur
La croix de cimetière de Barfleur est un monument situé à Barfleur, en France dans le département de la Manche.

## Localisation
La croix est située dans le cimetière, à proximité de l'église Saint-Nicolas de Barfleur.

## Historique
La croix est inscrite comme monument historique depuis le 21 octobre 1988.